# BZFlag
BZFlag – gra będąca wolnym oprogramowaniem, polegająca na walce czołgami na specjalnej arenie. Pierwotnie stworzona przez Chrisa Schoenemana. Obecnie Tim Riker wraz z grupą programistów są odpowiedzialni za rozwój BzFlag. Działa pod kontrolą systemów operacyjnych IRIX, GNU/Linux, *BSD, Windows, macOS oraz na kilku innych platformach. Grę przeniesiono również na konsole Xbox, PlayStation 2 i Nintendo GameCube.
Dostępny jest wyłącznie tryb gry wieloosobowej. BzFlag jest trzecią grą która osiągnęła 1 000 000 pobrań z SourceForge.net. W kwietniu 2009 r. gra oferowała około 300 serwerów różniących się od siebie zarówno wyglądem jak i stylem gry. W tym czasie było zarejestrowanych ok. 19 000 graczy – jednak na większości serwerów można grać bez konieczności rejestracji. Engine gry oparto na bibliotece OpenGL.

## Rozgrywka
BzFlag to gra, która umożliwia graczom sterowanie czołgiem na serwerach zwanych często mapami. Podstawowym celem gry jest zniszczenie czołgów przeciwnika które z reguły oznaczone są innym kolorem. Cel gry różni się od tego na jakim serwerze gramy. Wyróżniamy 4 główne style gry:
- "FFA" ("Free For All") – gdzie celem jest zabicie innych czołgów
- "CTF" ("Capture The Flag") – na tego typu serwerach czołgi przydzielane są do drużyny (np. czerwonych czołgów). Każda drużyna ma własną flagę oraz bazę. W tym stylu celem jest przetransportowanie flagi przeciwnika do własnej bazy chroniąc jednocześnie dostępu do swojej flagi. Po umieszczeniu flagi przeciwnika we własnej bazie cała drużyna przeciwników ginie a drużyna zwycięska dostaje 1 punkt.
- "RC" ("Rabbit Chase") – jeden z graczy jest "króliczkiem" który ucieka przed innymi graczami. Im więcej zabije przeciwników zanim sam polegnie tym więcej punktów otrzyma
- "KOTH" ("King Of The Hill") – styl w którym gracz musi pozostać na zamkniętej arenie bez utraty życia przez 30 sekund. Jeśli mu się uda zostaje "Królem Góry"

## Typowe wersje
Typowa wersja BzFlag składa się z 3 aplikacji:
- BzFlag – aplikacja klienta
- BZFS – aplikacja umożliwiająca hostowanie serwerów
- BZAdmin – konsola admina